# Municipio de Monona
El municipio de Monona (en inglés: Monona Township) es un municipio ubicado en el condado de Clayton en el estado estadounidense de Iowa. En el año 2010 tenía una población de 2225 habitantes y una densidad poblacional de 23,45 personas por km².

## Geografía
El municipio de Monona se encuentra ubicado en las coordenadas 43°2′13″N 91°24′44″O / 43.03694, -91.41222. Según la Oficina del Censo de los Estados Unidos, el municipio tiene una superficie total de 94.87 km², de la cual 94,85 km² corresponden a tierra firme y (0,02 %) 0,02 km² es agua.

## Demografía
Según el censo de 2010, había 2225 personas residiendo en el municipio de Monona. La densidad de población era de 23,45 hab./km². De los 2225 habitantes, el municipio de Monona estaba compuesto por el 98,47 % blancos, el 0,31 % eran afroamericanos, el 0,13 % eran amerindios, el 0,18 % eran asiáticos, el 0,22 % eran de otras razas y el 0,67 % eran de una mezcla de razas. Del total de la población el 1,39 % eran hispanos o latinos de cualquier raza.